# Galleria dei Candelabri

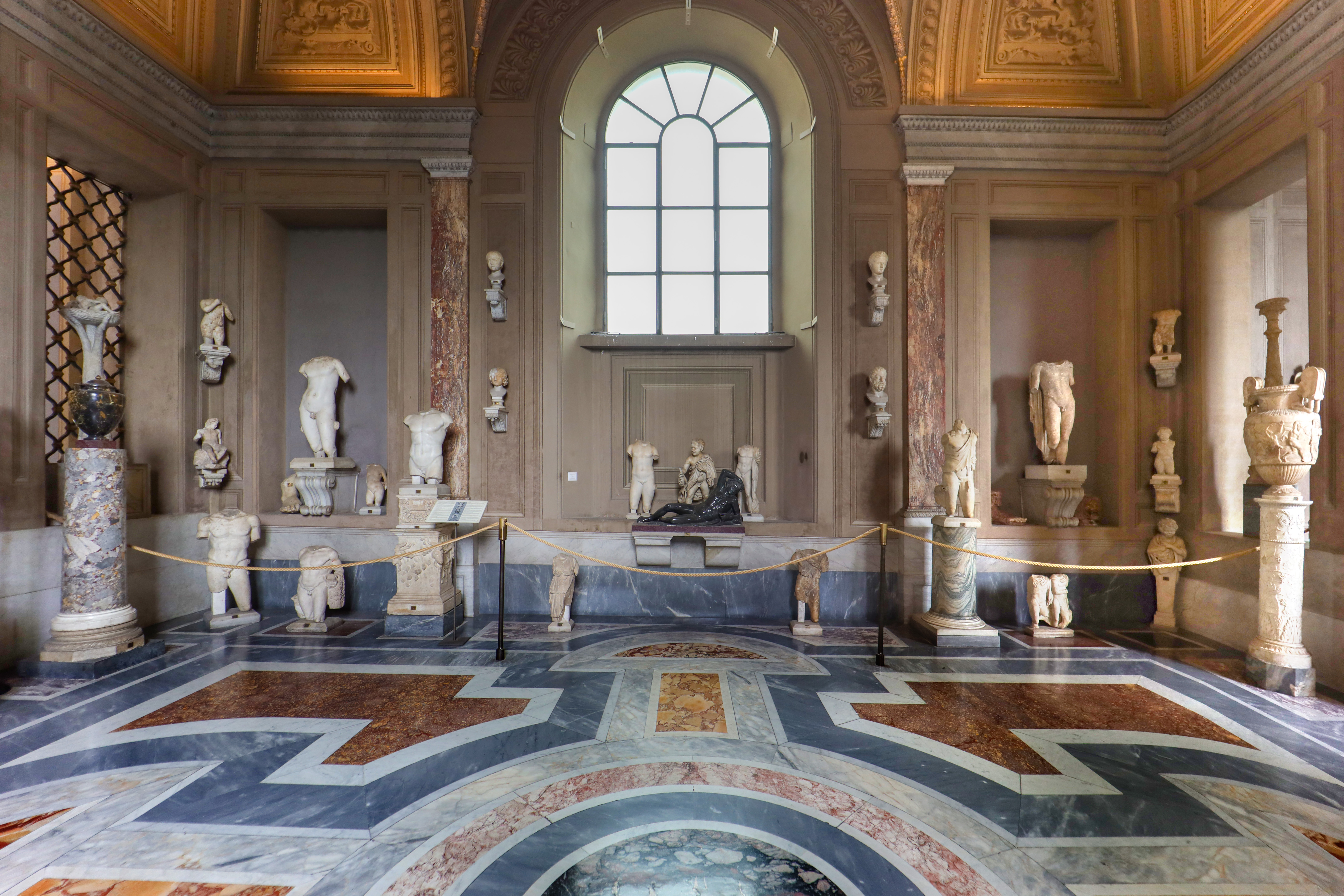
Musei Vaticani
Galleria dei Candelabri

La Galleria dei Candelabri fa parte dei Musei Vaticani e venne allestita tra il 1785 e il 1788 sotto papa Pio VI. Prende il nome dai monumentali candelabri marmorei che abbinati a colonne in marmo colorato delimitano le sei sezioni espositive. 
La Galleria venne completamente rinnovata nell'apparato decorativo durante il pontificato di Leone XIII. II progetto di ristrutturazione fu affidato ad Annibale Angelini, il quale si avvalse di Domenico Torti e di Ludwig Seitz per le pitture, di Giuseppe Rinaldi e di Luigi Medici per le tarsie marmoree. Le opere vennero allestite come degli arredi, seguendo criteri di simmetria compatibili con le architetture della Galleria, alla quale si accedeva attraverso il monumentale cancello bronzeo che tuttora si conserva.

## Opere

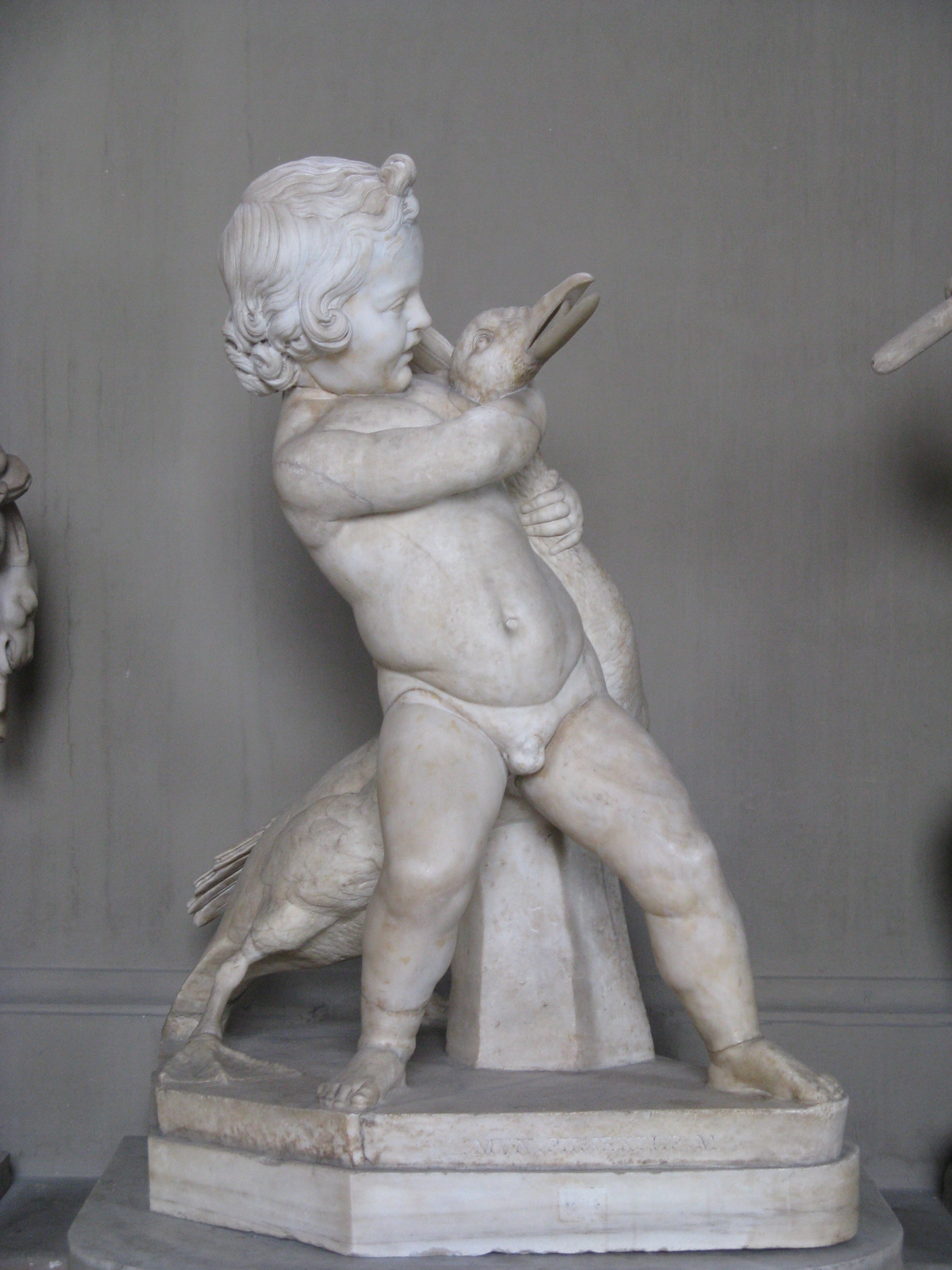
Statua di bambino che strozza l'oca, in marmo: copia romana di un originale greco di bronzo del 300 a.C. circa, attribuito a Boethos di Calcedonia.

La Galleria conserva pregevoli sculture, tra cui spiccano:
- Sarcofago con rilievi con Scene del mito di Protesilaos (170 d.C.), in marmo, proveniente dalla Via Appia.
- Coppia di candelabri (inizio II secolo d.C.), in marmo, rinvenute nel XVII secolo presso la Chiesa di Sant'Agnese sulla Via Nomentana.
- Sarcofago con rilievi raffiguranti la Strage dei Niobidi (160 d.C.), in marmo.
- Statua di bambino che strozza l'oca, in marmo: copia romana di un originale greco di bronzo del 300 a.C. circa, attribuito a Boethos di Calcedonia.
- Tyche (Fortuna) di Antiochia sull'Oronte, seduta sulla roccia, in marmo: copia romana di un originale greco in bronzo del 300 a.C. circa, di Eutychides.
- Statua di Atalanta (I secolo a.C.), in marmo, attribuita a Prassitele.[1]
- Statua di guerriero persiano, in marmo: copia romana da un originale di scuola pergamena (III secolo a.C.), facente parte della Stoà, eretta da Attalo II, sull'Acropoli di Atene dopo la vittoria sui Galati.[2]